# GSC3651-542
GSC3651-542 — хімічно пекулярна зоря спектрального класу A2, що має видиму зоряну величину в смузі V приблизно  9,5.

## Пекулярний хімічний склад
Зоряна атмосфера GSC3651-542 має підвищений вміст 
Eu
.